# سولاري
سولاري (بالبلغارية: Солари)‏ قرية تقع إدارياً ضمن مقاطعة غابروفو في بلغاريا. ويبلغ عدد سكانها 9 نسمة حسب تعداد 15 مارس 2015. تعتمد سولاري للبريد على الرمز البريدي 5300.